# Fargues, Lot
Fargues är en kommun i departementet Lot i regionen Occitanien i södra Frankrike. Kommunen ligger i kantonen Montcuq som tillhör arrondissementet Cahors. År 2018 hade Fargues 153 invånare.

## Befolkningsutveckling
Antalet invånare i kommunen Fargues
| Referens: INSEE |